# Gazebo (musicien)
 (mai 2019).
Pour les articles homonymes, voir Gazebo.
Gazebo (de son vrai nom Paul Mazzolini), né le 18 février 1960 à Beyrouth au Liban, est un musicien et chanteur italien. Avec entre autres son tube I Like Chopin, des années 1980, il est un des plus illustres représentants de l'Italo disco, puis de l'Italo dance.

## Biographie
Né d'un père diplomate italien et d'une mère chanteuse américaine, il aurait appris à jouer de la guitare dès l'âge de 10 ans pour impressionner une camarade allemande de sa classe.
Au fil d'une adolescence cosmopolite, il est membre de divers groupes de jazz, rock ou punk, avant de s'installer en Italie en 1975. Trois ans plus tard, ayant fini ses études, il part à Londres où il crée plusieurs groupes et décide de devenir musicien professionnel.
En 1981, il rencontre à Rome le producteur Paolo Micioni. Tous les deux partagent une passion pour les synthétiseurs et décident de s'associer. Leur premier titre, Masterpiece connaît un petit succès en 1982.
Son plus grand succès sera sa chanson I Like Chopin en 1983, vendue à 8 millions d'exemplaires dans le monde entier, et qui occupe pendant plusieurs semaines les premières places des hit-parades européens.
En 1984, la chanson Lunatic et l'album du même nom figurent également dans le Top 20 européen, mais l'album suivant, Telephone Mama, aura moins de succès.
En 1985, il doit intégrer l'armée. De retour, il crée son propre label, Lunatic.
Son dernier album Portrait & Viewpoint date de 2000 et contient ses plus grands succès.
En 2007 sort son nouveau projet anticipant son nouvel album  THE SYNDRONE, Tears For Galileo arrive à la première place dans le Euro Dance Charts tandis que le nouveau Ladies! vient de sortir avec 15 versions différentes après une expérimentation  sur myspace concluante.
Le dernier morceau Virtual Love est disponible sur internet avec la sortie de l'album The Syndrone
En mai 2011, son dernier single Queen of Burlesque, hommage à l'art de la séduction, est disponible notamment sur iTunes.
En 2013 I Like ... Live, enregistré pendant le tour de The Syndrone, est son premier disque « live ».
En 2014 il joue le rôle du docteur dans le film Sexy shop.
En Juin 2015 sort Blindness, le nouveau single qui, avec Queen of Burlesque, fera partie du nouvel album de 2015.

## Discographie

### Singles
- 1982 : Masterpiece
- 1982 : Gimmick !
- 1983 : I Like Chopin
- 1983 : Love in your eyes
- 1983 : Lunatic
- 1984 : Telephone Mama
- 1986 : Trotsky Burger
- 1986 : Sun goes down on Milkiway
- 1987 : Give me one day ... / Diamonds are forever
- 1989 : Face to face / Dolce Vita
- 1991 : Fire
- 1991 : The 14th of July
- 1991 : I like Chopin (remix)
- 2000 : Masterpiece (remix)
- 2007 : Tears For Galileo (EP)
- 2008 : Ladies ! (12")
- 2008 : Virtual Love (iTunes)
- 2011 : Queen of Burlesque (iTunes, Amazon, Fnac, Virgin)
- 2015 : Blindness (iTunes, Amazon, Fnac, Virgin)

### Albums
- 1983 : Gazebo (Baby Records)
- 1984 : Telephone Mama (Baby Records)
- 1986 : Univision (Carosello)
- 1988 : The Rainbow Tales (Carosello)
- 1989 : Sweet Life (Carosello)
- 1991 : Scenes From The Broadcast (Lunatic)
- 1991 : I Like Chopin - Best Of Gazebo (Jimco) - version japonaise
- 1992 : Greatest Hits (Baby Records)
- 1994 : Classics (RCA Italiana)
- 1994 : Portrait (Giungla-BMG Italy)
- 1997 : Viewpoint (Softworks)
- 2000 : Portrait & Viewpoint (Softworks)
- 2008 : Ladies ! The Art Of Remixage (Softworks)
- 2008 : The Syndrone (Softworks)
- 2013 : I Like ... LIve (Softworks)